# Otto Moll
Otto Moll (4. března 1915, Hohen Schönberg, místní část obce Kalkhorst – 28. května 1946, Landsberg am Lech) byl během druhé světové války jedním z nejhorších a nejbestiálnějších velitelů SS v koncentračním táboře Osvětim-Březinka.

## Činnost v táboře
Moll v Osvětimi kvůli velmi dobrým organizačním schopnostem působil především jako velitel všech krematorií v Birkenau. Filip Müller, který s ním jako vězeň Sonderkommanda často přicházel do styku, na něj ve své knize vzpomíná jako „jednoho z nejhorších vrahů druhé světové války“.
Do funkce velitele krematorií ho jmenoval přímo hlavní velitel tábora Rudolf Höss v květnu roku 1944, a to aby co nejlépe zorganizoval vyhubení (vyhlazení) maďarských Židů. Na tom, že celá akce proběhla v tak krátkém čase, měl z velké části zásluhu právě Moll. Za krematorii nechal vytvořit několik velkých spalovacích jam, díky kterým tak bylo možno za krátkou dobu zpopelnit tisíce těl.
Jeho zvrácenou zábavou bylo například střílení nevinných lidí, vymýšlení různých neobvyklých, sadisticky motivovaných, trestů. Moll se například bavil tím, že se snažil sestřelit zapálený konec cigarety, kterou vězeň si například musel vzít . Jindy si zase musel například vzít vězeň do úst hůl, na jejímž konci byla nabodnuta brambora – Moll se pak bavil tím, že zkoušel bramboru střelit, u čehož několik vězňů zabil. Filip Müller na něj vzpomínal mj. takto: „Pásl se na utrpení, které způsoboval svým obětem, a neustále vymýšlel nové způsoby, jak je trýznit. Jeho sadismus, bezcitnost, touha vraždit a potěšení z toho neměly hranic." Některé nováčky, kteří odmítali hrůznou práci Sonderkommanda vykonávat, dokonce zaživa házel do hořících pecí.
Vřelý vztah však měl ke svému psovi, německému ovčákovi, kterého někdy používal i proti vězňům. Filip Müller ve své knize vzpomínal, jak si třeba ve svlékárně, odkud pak lidé přecházeli do plynových komor, vybral několik mladých žen, které pak odvedl. Což pokračovalo jeho slovy takto:
"Jednou jsem byl svědkem, jak se v jedné takové situaci mladé ženy jako plaché srnky rozutekly a běžely k plotu z ostnatého drátu, před kterým byl vykopán hluboký příkop. Moll na ně ihned poštval svého vlčáka, který se dlouhými skoky vrhl na ženy a celý rozzuřený obě naháněl a kousal do nohou a hýždí. Mezitím přispěchali i Mollovi pomocníci a hnali vyděšené ženy obušky zpátky k jámě, ze které stále šlehaly plameny. Tam už čekal Moll celý natěšený, že může dát průchod své zálibě ve vraždění. Vyzval zoufalé ženy, aby si stouply vedle sebe obličejem k jámě. Ženy, zachváceny panikou, zíraly na hořící těla. Mollův vlčák, který byl na to zřejmě vycvičen, běhal dlouhými kroky asi půl metru za ženami, ocas téměř vodorovně natažený dozadu. S lesknoucíma se očima a vyplazeným jazykem číhal na to, jestli se některá z obětí byť i jen nepatrně pohne. Ženy, jimž krvácely rány po psím kousnutí, stály ve smrtelné úzkosti jako přimražené bez hnutí u okraje jámy, v níž hořel bezpočet těl. Teď byl Moll ve svém živlu. Vzrušeně a se zvráceným potěšením volal na bezbranné ženy: "Pořádně se podívejte, dobře si to všechno prohlédněte! Hned budete hořet stejně jako ti tam dole." Potom obě zastřelil, načež se jejich těla skutálela do jámy."

Podobných sadistických kousků vykonal Moll nespočet. Někdy zabíjel malé děti tak, že je živé házel do vroucího lidského tuku po stranách jam. Některé děti zase držel za vlasy ve vzduchu a poté je zastřelil. Erich Kulka s Otou Krausem pak vzpomínají ve své knize, že Moll odpovídal na prosby vězňů před jejich zastřelením stále týmiž slovy: „Bescheid ist Bescheid!“ – „Rozhodnutí je rozhodnutí!“
Později byl převelen do jiných táborů, mj. do pomocného tábora v Gliwicích, po válce byl dopaden, souzen americkým vojenským soudem v Dachau a 13. prosince 1945 odsouzen k trestu smrti. V době mezi odsouzením a vykonáním trestu byl pak pozván do Norimberku jako svědek k Norimberském procesu, kde Otto Moll soud požádal o přímou konfrontaci s hlavním velitelem tábora Osvětim-Březinka Rudolfem Hössem, čemuž bylo vyhověno. Zde mj. doslovně popřel, že by někdy zabíjel děti, a byl soudem usvědčen ze lži. Nakonec byl v německém Landsberg am Lech dle rozsudku dne 28. května 1946 oběšen. Průběh odvedení Molla k šibenici a jeho oběšení byl, stejně jako u mnoha ostatních odsouzených na smrt, zfilmován.
Zajímavostí pak je, že Otto Moll přišel ještě před začátkem druhé světové války o jedno oko (údajně kvůli zranění při autonehodě), a nosil pak skleněnou protézu. Byl znám také tím, že jako jeden z mála dozorců SS neholdoval alkoholu. Filip Müller pak po válce vzpomínal i na to, že během působení v Sonderkommandu potkal i Mollovu ženu a syna: „Dvakrát mě také Moll odvedl do svého soukromého bytu u města Osvětimi; nesl jsem mu tam šatstvo a prádlo pro jeho ženu a syna. Jeho asi sedmiletý hoch se ho ptal, kdy mu opět přinese nějaké obrázky a pohádky. Měl jsem dojem, že chlapec věděl, že věci, které mu otec nosí, jsou od lidí, kteří byli zahubeni v Birkenau."